# التعليم في أيرلندا الشمالية
التعليم في أيرلندا الشمالية يختلف عن الأنظمة المستخدمة في أماكن أخرى من المملكة المتحدة، رغم أنه يتشابه بشدة مع ذلك النظام المستخدم في ويلز أكثر من النظام المستخدم في اسكتلندا.  ويحدد عمر الطفل في الأول من يوليو التوقيت الذي يلتحق فيه بالمرحلة التعليمية ذات الصلة، على خلاف إنجلترا وويلز، حيث يتم احتساب عمر الطفل في الأول من سبتمبر. وتعد نتائج أيرلندا الشمالية فيما يتعلق بالشهادة العامة للتعليم الثانوي والمستوى «أ» هي الأعلى بصفة دائمة في المملكة المتحدة. ففي المستوى «أ»، حقق ثلث الطلبة في أيرلندا الشمالية الدرجات «أ» في عام 2007، وهي نسبة أعلى من تلك الموجودة في إنجلترا وويلز.

## الإدارة المركزية
تعد إدارة التعليم (DENI) التابعة للجنة التنفيذية الأيرلندية الشمالية هي الجهة المسئولة عن سياسة التعليم في الدولة، باستثناء قطاع التعليم العالي والتعليم الإضافي الذي تتولى مسئوليته وزارة التوظيف والتعلم (DEL).
وتغطي مجالات المسئولية الرئيسية لوزارة التعليم مرحلة التعليم قبل المدرسة والتعليم الابتدائي والتعليم بعد الابتدائي والتعليم الخاص، بالإضافة إلى الخدمات المقدمة إلى الشباب، وتطوير العلاقات المجتمعية داخل وبين المدارس، بالإضافة إلى تعليم ورواتب المعلمين. والمهمة التشريعية الرئيسية لها تكمن في تطوير تعليم مواطني أيرلندا الشمالية، وضمان التنفيذ الفعال لسياسة التعليم.

## الإدارة المحلية
يتم توفير التعليم على المستوى المحلي في أيرلندا الشمالية من خلال خمسة مجالس للتعليم والمكتبات تغطي المناطق الجغرافية المختلفة. ودور هذه المجالس هو ضمان توفر التعليم عالي الجودة وخدمات دعم الشباب والمكتبات في ربوع المناطق التي تتبعها. ويتم تخصيص الموارد لكل مجلس من هذه المجالس من خلال إدارة التعليم.
ويعد الفصل 2000 (C2k)، نيابة عن المجالس الخمسة، مسئولاً عن توفير المعلومات والخدمات التي تتم إدارتها فيما يتعلق بتقنيات الاتصالات لكل المدارس في أيرلندا الشمالية.
وإليكم سردًا لهذه المجالس:
- مجلس التعليم والمكتبات في بلفاست
- مجلس التعليم والمكتبات في الشمال الشرقي
- مجلس التعليم والمكتبات في الجنوب الشرقي
- مجلس التعليم والمكتبات في الجنوب
- مجلس التعليم والمكتبات في الغرب

|    | الاسم         | المنطقة                                                                               |
| -- | ------------- | ------------------------------------------------------------------------------------- |
| 1. | بلفاست        | بلفاست                                                                                |
| 2. | الشمال الشرقي | أنتريم، باليمينا، بوليموني، كاريكفيرجوس، كوليرين، لارن، ميغارافيلت، مويل، نيوتاون آبي |
| 3. | الجنوب الشرقي | أردس، وكاسلريا، ودون، وليسبورن، ونورث دون                                             |
| 4. | الجنوب        | أرماج، وبانبريدج، وكوكستاون، وكرايجافون، ودانجانون وساوث تيرون، ونيوري ومورن          |
| 5. | الغرب         | ديري، فيرماناه، ليمافادي، أوما، استرابان                                              |

## المنهج
يتم وضع أغلبية الاختبارات التي يتم وضعها، وخطط التعليم التي يتم الالتزام بها، في مدارس أيرلندا الشمالية من خلال مجلس المناهج والامتحانات والتقييم (CCEA). وتتبع كل المدارس في أيرلندا الشمالية منهج أيرلندا الشمالية الذي يعتمد على المنهج القومي المستخدم في إنجلترا وويلز. وفي عمر الحادية عشرة، عند الالتحاق بالتعليم الثانوي، يدرس كل التلاميد مجموعة كبيرة من المواد التي تشتمل على الجغرافيا واللغة الإنجليزية والرياضيات والعلوم والتربية البدنية والموسيقى واللغات الحديثة. وحاليًا، هناك اقتراحات بإصلاح المنهج لجعله يركز على المهارات بشكل أكبر، وبحيث تصبح بموجب المنهج الجديد المواد مثل الاقتصاد المنزلي والمواطنة المحلية والعالمية والتعليم الشخصي والاجتماعي والصحي، بالإضافة إلى المواد التي تم ذكرها من قبل، موادًا إجبارية.
وعند الوصول إلى عمر الرابعة عشرة، يختار التلاميذ المواد التي يرغبون في الاستمرار في دراستها من أجل الخضوع لاختبارات الشهادة العامة للتعليم الثانوي (GCSE). وحاليًا، تعد دراسة اللغة الإنجليزية والرياضيات والدراسات الدينية إجبارية، رغم أنه ليس من الضروري دراسة دورة الشهادة العامة للتعليم الثانوي كاملة بخصوص الدراسات الدينية. وبالإضافة إلى ذلك، غالبًا ما يختار التلاميذ متابعة دراسة المواد الأخرى، ويمكنهم الدراسة في ثماني أو تسع شهادات عامة للتعليم الثانوي، وربما يصل الأمر إلى عشر أو إحدى عشرة شهادة. وتمثل الشهادات العامة للتعليم الثانوي نهاية التعليم الإجباري في أيرلندا الشمالية.
وفي عمر السادسة عشرة، يبقى بعض التلاميذ في المدرسة ويختارون دراسة مواد المستوى AS أو A2 للمستوى المتقدم أو بعض المؤهلات المهنية الإضافية مثل المستويات المتقدمة التطبيقية. وغالبًا ما يختار أولئك الذين يدرسون مستويات AS وA2، بشكل طبيعي، ثلاثًا أو أربع مواد، ويمكن أن يحدد النجاح في ذلك القبول في دورات التعليم ذات المستوى الأعلى في الجامعة.

## اختبار عمر الحادية عشرة أو بعد ذلك
لم تعد أيرلندا الشمالية تستخدم اختبار النقل (اختبار عمر الحادية عشرة أو بعد ذلك). ويأتي ذلك تنفيذًا لقرار صدر عن وزير التعليم كايتيريونا روان. وقد نجحت حركة الإصلاح في التخلص من اختبار النقل، ومع ذلك، قررت أغلبية المدارس المتوسطة المتخصصة في وضع اختبارات القبول الخاصة بها. وهناك نوعان من أنواع التقييم في أيرلندا الشمالية، وهما تحالف التعليم عالي الجودة (AQE) ومستوى الدرجات. ويفضل أغلب الناس في أيرلندا الشمالية عودة اختبار النقل التقليدي، لأنهم يرون أن النظام الجديد، الذي يتطلب خوض الأطفال لاختبارات التحاق متعددة مقارنة باختبار واحد في الاختبار التقليدي، يضع المزيد من الضغط على كاهل الأطفال صغار السن.

## المدارس الخاضعة للسيطرة
تخضع المدارس الخاضعة للسيطرة (دور الحضانة والمدارس الابتدائية والخاصة والثانوية الحديثة والمدارس المتوسطة المتخصصة) لإدارة مجلس محافظي المدرسة، وتكون السلطات التي تُشغل هذه المدارس هي مجالس التعليم والمكتبات الخمس. ورغم أن هذه المدارس تفتح أبوابها أمام معتنقي كل الأديان أو من لا يعتنقون أي ديانات، إلا أن العديد من هذه المدارس كانت في الأصل عبارة عن مدارس تابعة للكنيسة، حيث انتقلت السيطرة عليها إلى الدولة في النصف الأول من القرن العشرين. وتحافظ أكبر ثلاث كنائس بروتستانتية (وهي الكنيسة المشيخية وكنيسة أيرلندا والكنيسة الميثودية)، والتي يطلق عليها اسم الكنائس المتحولة، على وجود ارتباط مع هذه المدارس من خلال تمثيل الكنيسة في مجلس المحافظين في المدارس الخاضعة للسيطرة.
ويتم توضيح حدود هذا الدور التمثيلي القانوني في مجالس المحافظين في الجدولين الرابع والخامس من قانون مجالس التعليم والمكتبات (أيرلندا الشمالية) لعام 1986. وبموجب هذا القانون، على سبيل المثال، يمثل المحافظون الذين يتبعون الكنائس المتحولة أربعة من تسعة أعضاء في المدارس الابتدائية الخاضعة للسيطرة. ويجري التدقيق في هذا الحق في التمثيل في المدارس الخاضعة للسيطرة في إطار مراجعة الإدارة العامة (RPA).
وقد اقترحت مراجعة الإدارة العامة إزالة هذا الدور القانوني للمتحولين على أساس أن ذلك يتعارض مع متطلبات المساواة المزعومة في قانون أيرلندا الشمالية لعام 1998.
ويقول مجلس مندوبي المتحولين، الذي يتحدث نيابة عن الكنائس الثلاث، أن هذا الاقتراح سوف يؤدي إلى إزالة روح المسيحية من القطاع التعليمي الخاضع للسيطرة.

## التعليم الكاثوليكي
هناك 533 مدرسة تخضع لإدارة الكاثوليك الرومان في أيرلندا الشمالية. ووفقًا للأرقام الواردة من وزارة التعليم لعام 2009/2010، كان عدد التلاميذ المسجلين في المدارس في أيرلندا الشمالية 321830 تلميذًا.
وكان عدد التلاميذ الذين يلتحقون بالمدارس التي تخضع لإدارة الكاثوليك هو 163371 تلميذًا.
وعلى وجه التقريب، فإن 51% من الأطفال في أيرلندا الشمالية يتم تعليمهم في مدارس تخضع لإدارة الكاثوليك.
ويعد مجلس المدارس التي تخضع لإدارة الكاثوليك (CCMS) هو الراعي للمدارس التي تخضع لإدارة الكاثوليك في أيرلندا الشمالية. ويمثل مجلس المدارس التي تخضع لإدارة الكاثوليك الأمناء والمدارس والمحافظين في أمور مثل معايير التربية والصيانة وممتلكات المدارس وعمل المدرسين. ومجلس المدارس التي تخضع لإدارة الكاثوليك، الذي يعد أكبر قطاع توظيف للمعلمين في أيرلندا الشمالية (حيث يضم 8500 معلم)، يلعب دورًا مركزيًا في دعم المعلمين سواء من خلال خدمة الرفاهية التي يوفرها، أو، على سبيل المثال، من خلال فرق العمل مثل التحقيق المستقل في رواتب المدرسين وشروط الخدمة.
ويدعم مجلس المدارس التي تخضع لإدارة الكاثوليك الأمناء فيما يتعلق بتوفير مباني المدارس والمحافظين والنظار من أجل الإدارة والسيطرة الفعالة على المدارس. كما أن مجلس المدارس التي تخضع لإدارة الكاثوليك له دور أشمل نطاقًا كذلك في قطاع التعليم في أيرلندا الشمالية، ويساهم مع شركاء التعليم في وضع السياسات في نطاق عريض من الأمور مثل مراجعات المناهج واختيارها والتعليم ما قبل المدرسة والرعاية الرعوية والإدارة.